# Hervé Biausser
Hervé Biausser, né le 17 février 1951, est un ingénieur et dirigeant de grande école français. Il a été directeur de CentraleSupélec entre le 1er janvier 2015 et le 31 août 2018, après avoir dirigé l’École centrale Paris de 2003 à 2014.

## Biographie
Hervé Biausser est issu d'un père breton et d'une mère originaire de La Réunion.

### Formation
Il étudie à l'École centrale de Paris dont il sort ingénieur en 1973 et obtient deux ans plus tard une licence en sciences économiques à l'université Paris I.

### Carrière
En 1977, il rejoint IRSID, l'Institut de recherche de la sidérurgie du groupe Usinor (devenu par la suite Arcelor, puis ArcelorMittal). Il est promu directeur du département de métallurgie mécanique en 1990, qu'il quitte finalement en 1995. Il devient alors professeur à l'École Centrale Paris et en 1998, il est nommé directeur du laboratoire des matériaux. En juillet 2001, il devient le directeur du centre de recherche, de l’École doctorale et de Centrale Recherche SA. Le 1er septembre 2003, il succède à Daniel Gourisse à la tête de l'école d'ingénieurs située à Châtenay-Malabry. Il est reconduit à deux reprises, en 2008 et 2013.
Sous sa direction, Centrale Paris organise une rénovation de son programme Ingénieur Centralien (réforme Ariane) et ouvre une filière par apprentissage. Le groupe des Écoles centrales est sollicité pour ouvrir une École en Chine, l'École centrale de Pékin en 2005 et une école au Maroc, à Casablanca. Annoncée en 2013, l'ouverture du campus de Mahindra École Centrale à Hyderabad, en Inde a lieu en août 2014.
Dans le cadre du projet de regroupement de Centrale et de Supélec sur le campus de Paris-Saclay, Hervé Biausser devient directeur de Supélec en remplacement d'Alain Bravo le 1er septembre 2013 et dirige donc les deux établissements.
Hervé Biausser est membre du conseil d'administration de la Conférence des grandes écoles 
dont, après avoir été secrétaire général, il devient l'un des vice-présidents en juin 2009. Il est président du CESAER, une association d'écoles d'ingénieurs européennes, entre 2009 et 2010, et du réseau d'échanges d'étudiants TIME (Top Industrial Manager for Europe) entre 2012 et 2014.
Le 1er janvier 2015, il devient le directeur de CentraleSupélec, nouvel établissement issu de la fusion de Centrale et Supélec. Il quitte ses fonctions à l'issue de son mandat le 31 août 2018.
En 2017, sa proposition de deux cursus différents sur les campus de Paris-Saclay, et Rennes et Metz fut fortement décriée. Effectivement, il introduit l'idée de proposer un cursus "apprentissage" sur les campus de Metz et Rennes, pour des étudiants issus de CPGE PT, qui conduirait à un diplôme plus technique que le diplôme du campus de Paris-Saclay. Les responsables de l'association Les Supélec s'exprimèrent contre le projet.
Durant ses deux derniers mandats, il participa activement à la création de l'Université Paris-Saclay dont CentraleSupélec est un membre fondateur, tout en défendant l'autonomie financière de cette dernière.

## Décorations
- Il est nommé chevalier de la Légion d'honneur en 2006[11], puis promu officier de la Légion d'honneur en 2015[12].
- Il est promu officier de l'ordre national du Mérite[13] puis promu au grade de commandeur en 2022[14].

## Distinctions
- Médaille Jean Rist de la Société française de métallurgie et des matériaux (SF2M), 1985[15]
- Grande médaille de la SF2M, 2005[16]
- Docteur honoris causa de la faculté polytechnique de Mons (2012)[17]

## Vie personnelle
Il aime le yoga, l'opéra, les auteurs de la Grèce antique, et joue au handball.